# Li Jianguo
Li Jianguo (chinois : 李建国) né en avril 1946 est un homme politique de la République populaire de Chine et ancien chef du Parti communiste chinois des Provinces de Shandong et de Shaanxi. Il est actuellement le vice-président et le Secrétaire général du Congrès National du peuple.

## Biographie
Né dans le comté de Juancheng, Province de Shandong, Li est diplômé du département de littérature chinoise de l'Université du Shandong. Il rejoint le parti communiste chinois en juin 1971.
Dans ses premières années, il exerce des fonctions à Tianjin et exerce les fonctions de secrétaire de Li Ruihuan. Dans les années 1980, quand Li Ruihuan régis Tianjin, Li Jianguo a servi comme directeur adjoint et directeur du Bureau du Comité CPC Tianjin, vice Secrétaire général du Comité, membre du Comité permanent puis Secrétaire général du Comité, Secrétaire du Comité CPC à Heping district de Tianjin et finalement chef de Tianjin.
En août 1997, Li a été promu au Secrétaire du Comité CPC Shaanxi à l'âge de 51 ans et a été élu Président du Congrès populaire de la province du Shaanxi en janvier 1998.
Il travaille au Shaaxin pendant 10 ans jusqu'en mars 2007, puis il est transféré au Shandong et devient le chef du parti de la Province de Shandong. Plus tard, il est également élu Président du Congrès du peuple du Shandong.
En mars 2008, Li a été élu vice-président du Congrès National du peuple et est également devenu le Secrétaire général du Congrès, devenant ainsi un leader national.Li a été membre suppléant du 14e Comité Central du parti communiste chinois et membre à part entière des 15e, 16e, 17e comités Central du PCC. Il est membre du 18e Comité Central.
En 2013 Li Jianguo est accusé de corruption..